# Mike Legg
Michael Legg (London, Ontario, 1975. május 25. –) kanadai profi jégkorongozó.

## Pályafutása
Komolyabb karrierjét a University of Michiganen kezdte 1993–1994-ben. 1996–1997-ig játszott az egyetemi csapatban. A New Jersey Devils draftolta az 1993-as NHL-drafton a 11. kör 273. helyén. Az egyetem után Európába ment játszani. A finn ligában a HIFK Helsinkiben és a KalPa Kuopio játszott 1997–1998-ban. Ez az európai kitérés csak egy szezonra szólt. 1998–1999-ben a CHL-es San Antonio Iguanasban, az ECHL-es Columbus Chillben és az IHL-es Fort Wayne Kometsben szerepelt. A következő idényben a WPHL-es Lubbock Cotton Kings csapatát erősítette. 2000–2001-ben a WCHL-es Idaho Steelheads és az IHL-es Utah Grizzlies csapat tagja volt. A következő idényben az ECHL-es Columbia Infernóban játszott. 2002–2003-ban még 20 mérkőzésen jégre lépett a Columbia Infernoban majd átkerült a szintén ECHL-es Augusta Lynxbe. A szezon végén visszavonult.
Mike Legg leginkább arról ismert hogy amikor a Michigan Egyetem csapatában játszott akkor egy Minnesota Egyetem elleni mérkőzés során 4-3-as állásnál a kapu mögött állva "lacrosse mozdulattal" szerzett gólt. Ez a gól akkor "Az Év Gólja" volt és bejárta a világot. Az ütő, amivel a gólt szerezte bekerült a Jégkorong Hírességek Csarnokába. Azóta ezt a mozdulatot "Michigani" vagy "Lacrosse Mozdulatnak" nevezik. Manapság már számtalan játékos tudja ezt a trükköt, de mérkőzésen még senkinek sem sikerült lemásolnia.